# Dravograd
Dravograd (wymowaⓘ; niem. Unterdrauburg) – miasto w Słowenii, w regionie Koroška. Siedziba administracyjna gminy Dravograd. 1 stycznia 2017 liczyła 3 134 mieszkańców. Miasto położone jest nad Drawą, gdzie uchodzi Meža. Na północ od miasta znajduje się Park Krajobrazowy Košenjak–Velka.

## Zabytki
- Ruiny dawnej części miasta – Grad Dravograd (Traburg), które znajduje się obecnie na wzgórzu nad obecnym miastem[2]
- Stare miasto
- Kościół Św. Wita, powstała w latach 1167–1171
- Kościół Św. Jana Ewangelisty

## Osoby związane z miastem
- Eva Boto – słoweński piosenkarz
- Boštjan Nachbar – słoweński koszykarz
- Andrej Pečnik – słoweński piłkarz
- Nejc Pečnik – słoweński piłkarz
- Marijan Pušnik – słoweński trener piłkarski
- Anton Vogrinec – słoweński teolog